# Championnats d'Océanie de tir à l'arc
Les championnats d'Océanie de tir à l'arc sont une compétition sportive de tir à l'arc organisé par la World Archery Oceania. Le championnat comprend les épreuves de tir à l'arc en extérieur pour l'arc classique et à l'arc à poulie.

## Éditions
| Année | Ville      | Pays               |
| ----- | ---------- | ------------------ |
| 2006  |            | Samoa              |
| 2008  |            | Tahiti             |
| 2016  | Nukuʻalofa | Tonga              |
| 2018  | Païta      | Nouvelle-Calédonie |